# カナダ最高裁判所
カナダ最高裁判所（カナダさいこうさいばんしょ、英語：Supreme Court of Canada、フランス語：Cour suprême du Canada）は、カナダにおける民法、刑法、行政法などの司法権を担当するカナダの司法における最高機関・最高裁判所である。

## 歴史
1867年の英領北アメリカ法（1867年憲法法）により1869年に設立提唱され、最終的に1875年に正式に成立された。

## 庁舎
最高裁判所庁舎にはカナダ最高裁判所の他に、連邦控訴裁判所（Federal Court of Appeal）、連邦裁判所（Federal Court of Canada）も入居している。建設は1939年にジョージ6世の王妃エリザベス（のちの王太后）の定礎で開始された。設計はエルネスト・コルミエ。アールデコ様式で、1940年に完成。1946年から使用された。